# 山本茂 (ノンフィクション作家)
山本 茂（やまもと しげる、1937年 - ）は、日本のノンフィクション作家。
北海道生まれ。北海道大学農学部卒。毎日新聞社会部、『サンデー毎日』編集部を経て退職、『ボクシング・マガジン』編集長ののち独立する。
新しい歴史教科書をつくる会の理事を務め、同会による『新しい歴史教科書』の執筆にも参加している。また、九州女子大学文学部教授、映画大学院大学客員教授も務めた。

## 著書
- 物語の女 モデルたちの歩いた道 講談社 1979.12　のち中公文庫
- アンラッキー・ブルース "世界"をつかめなかったボクサーたち ベースボール・マガジン社 1983.7 のち徳間文庫
- カーン博士の肖像 ベースボール・マガジン社 1984.11
- 夢・敗れし者たちの 徳間書店 1986.5
- 復活 毎日新聞社 1987.12
- エディ PHP研究所 1988.9　のち文庫（副題：6人の世界チャンピオンを育てた男）
- ピストン堀口の風景 ベースボール・マガジン社 1988.9
- 十字架の男 ベン・ジョンソン 毎日新聞社 1989.8
- 松葉杖のラガーマン 文芸春秋 1989.11
- 衝撃 東独スポーツ王国の秘密 長谷川公之共著 全国朝日放送 1990.8
- 地方王国の盛衰 プレジデント社 1991.9
- 本の愉悦 わたしの雑読・乱読・必読 社会思想社 1991.6 現代教養文庫
- 野球を変えた男 ウォーリー与那嶺共著 ベースボール・マガジン社 1992.2
- 異邦人の拳 ベースボール・マガジン社 1993.7
- 遥かなる村上藩 雅子妃のふるさと 恒文社 1993.6
- ロッキーを倒した男 社会思想社 1993.10 現代教養文庫
- 七色の魔球 回想の若林忠志 ベースボール・マガジン社 1994.10. 野球殿堂シリーズ
- 日本を生きる 現代個性派人間論 社会思想社 1995.2
- 緑のボランティア蒙古沙漠をゆく ビジネス社 1995.7
- 拳に賭けた男たち 日本ボクシング熱闘史 小学館 1996.8
- 神童 文芸春秋 1996.3
- 女子大生のための文章作法 ビジネス社 1997.5
- 白球オデッセイ プロテニス第一号佐藤俵太郎の青春 ベースボール・マガジン社 1997.3
- 留学生のための日本事情 大学教育出版 1998.5
- 歴史毒本 英雄の素顔、大事件の裏側 光文社 2000.3　のち知恵の森文庫
- つい他人に話したくなる歴史のホント250 光文社 2002.10. 知恵の森文庫
- ジャパン発見伝 日本への20の視点 展転社 2008.6
- 融雪期 楡影舎 2010.5

翻訳
- カポネの時代を生きたボクサー ミッキー・ウォーカー自伝 ミッキー・ウォーカー, ジョー・ライクラー共著 ベースボール・マガジン社 1983.6

## 参考
- 「物語の女」中公文庫著者略歴